# Eremencyrtus neoptolemus
Eremencyrtus neoptolemus är en stekelart som beskrevs av Svetlana N. Myartseva 1979. Eremencyrtus neoptolemus ingår i släktet Eremencyrtus och familjen sköldlussteklar.
Artens utbredningsområde är Turkmenistan. Inga underarter finns listade i Catalogue of Life.